# Calbayog
Calbayog là thành phố loại 1 ở tỉnh Samar, Philippines. Thành phố này nằm dọc theo vùng duyên hải của tỉnh với chiều dài khoảng 60 km từ mũi phía bắc của đảo và cách ranh giới phía nam 180 km. Calbayog có 157 barangay và là thành phố lớn nhất ở Đông Visayas. Theo điều tra dân số năm 2007, thành phố này có 163.657 dân trong 28.912 hộ. 

## Barangays
Calbayog được chia thành 157 barangay.
| - Jose A. Roño - Acedillo - Alibaba - Amampacang (Quận Tinambacan) - Anislag - Ba-ay (Quận Tinambacan) - Bagacay - Baja - Balud (Pob.) - Bante (Quận Tinambacan) - Bantian (Quận Tinambacan) - Basud - Bayo - Begaho - Binaliw (Quận Tinambacan) - Bugtong (Quận Tinambacan) - Buenavista - Cabacungan - Cabatuan - Cabicahan - Cabugawan - Cacaransan - Cag-olango (Quận Tinambacan) - Cag-anahaw - Cagbanayacao - Cagbayang - Cagbilwang - Cagboborac - Caglanipao Sur (Quận Tinambacan) - Cagmanipes Norte (Quận Tinambacan) - Cag-anibong - Cagnipa (Quận Tinambacan) - Cagsalaosao - Cahumpan - Calocnayan - Cangomaod (Quận Tinambacan) - Canhumadac - Capacuhan - Capoocan - Carayman - Catabunan (Quận Tinambacan) - Caybago - Central (Pob.) - Cogon - Dagum - Dawo - De Victoria - Dinabongan - Dinagan - Dinawacan - Esperanza - Gadgaran - Gasdo | - Helino - Geraga-an - Guin-on - Guimbaoyan Norte - Guimbaoyan Sur - Hamorawon - Hibabngan - Hibatang - Higasaan - Himalandrog - Jimautan - Hugon Rosales - Jacinto - Aguit-itan (Pob.) - Kili-kili - La Paz - Langoyon - Lapaan - Libertad - Limarayon - Looc - Longsob - Lonoy - Mabini I (Quận Calbayog) - Mabini II (Quận Oquendo) - Macatingog - Mag-ubay - Manguino-o (Quận Tinambacan) - Malaga (Quận Tinambacan) - Malajog (Quận Tinambacan) - Malayog (Quận Tinambacan) - Malopalo (Quận Tinambacan) - Marcatubig (Quận Tinambacan) - Mancol - Mantaong (Quận Oquendo) - Matobato - Mawacat - Maybog - Maysalong - Migara - Nabang - Naga - Naguma - Navarro - Nijaga - Oboob - Obrero - Olera - Oquendo (Pob.) - Osmeña - Palanas - Palanogan | - Panlayahan - Panonongan - Panoypoy - Patong - Peña (Quận Tinambacan) - Pilar - Pinamorotan - Quezon - Rawis - Rizal I (Quận Calbayog) - Rizal II (Quận Oquendo) - Roxas I (Quận Calbayog) - Roxas II (Quận Oquendo) - Saljag (Baut)(Quận Tinambacan) - Salvacion - San Antonio - San Isidro - San Joaquin (Quận Tinambacan) - San Jose - San Policarpo (Ipao) - San Rufino - Saputan - Sigo - Sinantan - Sinidman Occidental - Sinidman Oriental - Tabawan - Talahiban - Tapa-e - Tarabucan - Tigbe - Tinaplacan (Quận Tinambacan) - Tomaliguez - Trinidad (Sabang) - Victory - Villahermosa - Awang East (Pob.) - Awang West (Pob) - Bagong Lipunan - Bontay - Kalilihan - Carmen - Danao I (Quận Tinambacan) - Danao II (Quận Tinambacan) - Gabay - Pagbalican - Payahan - Tanval - Tinambacan Norte (Quận Tinambacan) - Tinambacan Sur (Quận Tinambacan) - Cagmanipes Sur (Quận Tinambacan) - Manuel Barral, Sr. |